# Ludwig Goldbrunner
Ludwig Goldbrunner (né le 5 mars 1908 à Munich et mort le 26 septembre 1981) était un joueur et entraîneur de football allemand.

## Biographie
Goldbrunner joue arrière central 39 fois avec l'équipe d'Allemagne entre 1933 et 1940. Il joue durant la coupe du monde 1938 en France où son pays est battu 4 - 2 contre la Suisse.
Il devient connu en 1937 en faisant partie du « Breslau-Elf » (« Onze de Breslau »), qui bat le Danemark sur un score de 8-0. 
Il est également l'un des cadres du Bayern Munich, le champion d'Allemagne 1932. Un an plus tard, Goldbrunner fait ses débuts internationaux lors d'un match contre les Suisses. Dans les années suivantes, il prend progressivement la place de défenseur central à Reinhold Münzenberg, qui est repositionné à gauche à partir de 1936, et où Goldbrunner s'installe au centre en permanence. Durant sa carrière, Goldbrunner joue contre les meilleurs attaquants du football européen, comme l'Anglais George Camsell, le Portugais Fernando Peyroteo, le Belge Raymond Braine, le Français Paul Nicolas, l'Italien Silvio Piola ou encore l'Espagnol Isidro Langara. Seul George Camsell réussit à marquer contre Goldbrunner.
Il fait partie d'une liste des 20 meilleurs joueurs du Bayern Munich de tous les temps, ainsi que des 30 meilleurs footballeurs allemands de l'histoire.